# 真鍋ちえみ
真鍋 ちえみ（まなべ ちえみ、1965年1月4日 - ）は、日本の元歌手、元女優、元モデル。現役当時の所属事務所はオスカープロモーション。愛媛県松山市出身。デビュー当時の身長は165cm。血液型B型。

## 人物
同じ事務所の北原佐和子、三井比佐子とともにアイドルグループ・パンジーを結成していた。パンジー解散後はファッション誌などでモデルとして活動した。
キャッチフレーズは「珍・パンジー」「パンジーのピキピキシンデレラ」。

## ディスコグラフィー

### シングル
1. 「ねらわれた少女」　作詞：阿久悠 作曲/編曲：細野晴臣　（1982.05.01）
c/w　「蒼い柿」　作詞：阿久悠 作曲/編曲：細野晴臣
2. 「ロマンティックしましょう」　作詞：安井かずみ 作曲：加藤和彦 編曲：清水信之　（1982.08.01）
c/w　「ハートがピッピツ」　作詞：安井かずみ 作曲：加藤和彦 編曲：清水信之
3. 「ナイトトレイン・美少女」　作詞：阿久悠 作曲：細野晴臣 編曲：岡田徹　（1982.10.01）
c/w　「ロマンチスト」　作詞：阿久悠 作曲：細野晴臣 編曲：清水信之

### アルバム
- 不思議・少女　（1982.08.25）

　　－A－
1. 不思議・少女
2. 恋のSeaside Party
3. 不思議なカ・ル・ト
4. ロマンチスト
5. ねらわれた少女

　　－B－   
1. ロマンティックしましょう
2. 彼をかえして
3. うんととおく
4. ハートがピッピッ
5. Good・by-Good・by

## 主な出演作品

### 映画
- 夏の秘密（1982年、松竹）・真山ちえみ役

### ドラマ
- 先生は一年生（1981年 - 1982年、日本テレビ）
- あっけらかん（1982年、日本テレビ）- 見習看護師 役

### CM
- マーチパンプス（日産自動車　1986年に発売のマーチの限定車）
- モンチッチ（明治製菓　1982年頃発売のチョコレート菓子）